# El Jijiri
El Jijiri es una ranchería del municipio de Navojoa ubicada en el sur del estado mexicano de Sonora, en la zona del valle del río Mayo. Según los datos del Censo de Población y Vivienda realizado en 2010 por el Instituto Nacional de Estadística y Geografía (INEGI), El Jijiri tiene un total de 461 habitantes. Se encuentra en la carretera estatal 157, que va de Navojoa a Camoa.

## Geografía
El Jijiri se sitúa en las coordenadas geográficas 27°10′25″ de latitud norte y 109°21′03″ de longitud oeste del meridiano de Greenwich, a una elevación de 51 metros sobre el nivel del mar.